# استاندارد بین‌المللی کتابنامه‌نویسی
آی. اس.بی.دی. (به انگلیسی: (International Standard Bibliographical Discription)) یکی از برنامه‌های دفتر کنترل جهانی کتابشناختی(UBC)است که هدف آن تهیه و تدوین استاندارد فهرستنویسی توصیفی کتاب و سایر مواد کتابخانه‌ای است به نحوی که قابل رائه در کتابشناسی‌ها و فهرستبرگه‌های مراکز ملی فهرستنویسی. کتابشناختی همه کشورها باشد. این استانداردها اکنون در کتابشناسی ملی بریتانیا و بسیاری از کتابشناسی‌های ملی جهان و نیز فهرستبرگه‌های چاپی آن‌ها مثل فهرستبرگه‌های کتابخانه کنگره به کار می‌رود. در ایران برای اولین بار مرکز خدمات کتابداری آن را روی فهرستبرگه‌های چاپی خود به کار گرفت(۱۳۵۶) و با ادغام این مرکز در کتابخانه ملی ایران، کتابشناسی ملی ایران نیز از سال ۱۳۶۲ به بعد بر مبنای این استانداردها منتشر شد.
اولین ویرایش رسمی آی.اس.بی.دی. برای تک نگاشت‌ها بنام(ISBD(M در سال ۱۹۷۴ منشر شد و از آن به بعد بتدریج این استانداردها برای مواد کارتوگرافیگ (ISBD(CM، برای پیایندها(ISBD(Sو مواد دیداری و شنیداری(ISBD(NBMو مواد جغرافیایی(ISBD(Gمنتشر شده‌است.